# Jindřich Lokaj
Jindřich Lokaj (* 19. srpna 1939 Brno) je český lékař-imunolog, alergolog a mikrobiolog. Pracuje v brněnském Ústavu klinické imunologie při Fakultní nemocnici u sv. Anny a přednáší na Lékařské fakultě Masarykovy univerzity.

## Profesní činnost
Vystudoval Lékařskou fakultu University Jana Evangelisty Purkyně v Brně (dnešní Masarykova univerzita), promoval v roce 1962 s udělením titulu MUDr. V roce 1992 byl jmenován profesorem imunologie. V roce 1981 stál u zrodu Oddělení klinické imunologie a alergologie Lékařské fakulty Masarykovy univerzity ve Fakultní nemocnici u svaté Anny, které se o deset let později stalo samostatným ústavem LFMU, a jehož byl vedoucím do roku 2005, kdy jej v této funkci nahradil prof. Jiří Litzman, Lokajův žák.
Jindřich Lokaj je autorem několika samostatných prací a odborné literatury.
Jeho manželka i oba synové jsou lékaři, Petr je pediatr a Martin oftalmolog.